# سیاره صوت
سیاره صوت (به انگلیسی: Planet of Sound) ترانه‌ای از گروه آلترنیتیو راک آمریکایی، پیکسیز است. این ترانه ترک دوم از آلبوم دنیا رو خر کن محسوب می‌شود. این ترانه توسط خوانندهٔ اصلی گروه، بلک فرانسیس نوشته شده‌است و در طی جلسات ضبط آلبوم، تهیه‌کنندگی آن را گیل نورتون بر عهده داشته‌است. این ترانه در بریتانیا و ایالات متحده، به صورت اولین تک‌آهنگ آلبوم هم منتشر شد. نسخه تک‌آهنگ تفاوت‌هایی با نسخه آلبومی دارد. بلک فرانسیس هم یک نسخه انفرادی از ان را برای یکی از آلبوم‌هایش ضبط کرده‌است.